# Ифиноя
Ифиноя (др.-греч. Ίφινόη) — имя ряда персонажей древнегреческой мифологии:
- Ифиноя (дочь Прета) — дочь царя Аргоса Прета;
- Ифиноя — дочь царя Мегары Ниса, жена Мегарея[1];
- Ифиноя — дочь царя Мегары Алкафоя, умершая девственницей; на её могиле в историческую эпоху мегарские девушки перед свадьбой делали возлияния и приносили в жертву первые срезанные волосы[2][3];
- Ифиноя — в одной из версий мифа жена Метиона и мать Дедала[4];
- Ифиноя — дочь Антея, ставшая после его гибели возлюбленной Геракла и матерью Палемона[5];
- Ифиноя — персонаж поэмы Аполлония Родосского «Аргонавтики»: жительница Лемноса, которую царица Гипсипила направила к только что прибывшим аргонавтам, чтобы предложить встречу их вождю[6][7].